# Monia Chokri
Monia Chokri (Québec, 27 giugno 1983) è un'attrice canadese d'origini tunisine.

## Biografia
Nata in Québec nel 1983, intraprende la sua carriera di attrice dopo aver studiato al Conservatorio d'arte drammatica di Montréal. Avendo recitato in molte opere di teatro a Montréal, ha ottenuto dei ruoli in diversi film presentati al Festival di Cannes dai cineasti del Québec più conosciuti fuori dal Canada, ossia Denys Arcand e Xavier Dolan.

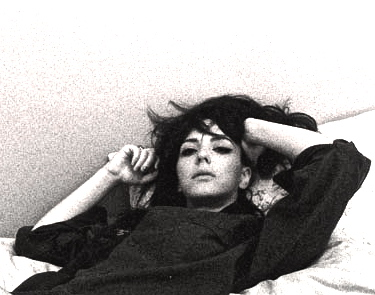
Monia Chokri

Nel film Les amours imaginaires interpreta Marie, una giovane donna leziosa che si innamora dello stesso uomo di cui si innamora anche il suo migliore amico. La qualità della sua interpretazione è stata sottolineata dalla critica, in particolar modo dalla rivista Les Inrockuptibles e da Le Monde; nel 2010 i lettori della rivista Les Inrockuptibles l'hanno nominata al quarto posto della classifica delle migliori attrici dell'anno per la sua performance nel film.

## Filmografia parziale

### Attrice
- L'età barbarica (L'Âge des ténèbres), regia di Denys Arcand (2007)
- Les Amours imaginaires, regia di Xavier Dolan (2010)
- Laurence Anyways e il desiderio di una donna... (Laurence Anyways), regia di Xavier Dolan (2012)
- Riparare i viventi (Réparer les vivants), regia di Katell Quillévéré (2016)
- I famelici (Les Affamés), regia di Robin Aubert (2017)
- Emma Peeters, regia di Nicole Palo (2018)
- Falcon Lake, regia di Charlotte Le Bon (2022)
- La natura dell'amore (Simple comme Sylvain), regia di Monia Chokri (2023)
- Love Me Tender, regia di Anna Cazenave Cambet (2025)

### Regista e sceneggiatrice
- Quelqu'un d'extraordinaire – cortometraggio (2013)
- La Femme de mon frère (2019)
- Babysitter (2022)
- La natura dell'amore (Simple comme Sylvain) (2023)